# Valea Lungă, Alba
Valea Lungă là một xã thuộc hạt Alba, România. Dân số thời điểm năm 2002 là 3274 người.